# Yuta Kutsukake
Yuta Kutsukake (沓掛 勇太 Kutsukake Yuta?, nacido el 12 de noviembre de 1991 en Tokio) es un futbolista japonés que se desempeña como centrocampista.

## Trayectoria

### Clubes
| Club              | País  | Año         |
| ----------------- | ----- | ----------- |
| Fujieda MYFC      | Japón | 2014 - 2015 |
| Azul Claro Numazu | Japón | 2016 -      |

## Estadística de carrera

### J. League
| Club              | Año   | J. League | J. League | Copa J. League | Copa J. League | Total | Total |
| Club              | Año   | Part.     | Goles     | Part.          | Goles          | Part. | Goles |
| ----------------- | ----- | --------- | --------- | -------------- | -------------- | ----- | ----- |
| Fujieda MYFC      | 2014  | 23        | 1         | -              | -              | 23    | 1     |
| Fujieda MYFC      | 2015  | 34        | 1         | -              | -              | 34    | 1     |
| Azul Claro Numazu | 2017  | 23        | 3         | -              | -              | 23    | 3     |
| Total             | Total | 80        | 5         | 0              | 0              | 80    | 5     |